# Pierre-Joseph Cambon
Pierre-Joseph Cambon (Montpellier, 1754. június 17. – Saint-Josse-ten-Noode, 1820. február 15.) francia politikus.

## Élete
A forradalom kitörése előtt gyártulajdonos volt. 1791-ben polgártársai beválasztották a törvényhozó testületbe, 1792-ben pedig a Nemzeti Konventbe, ahol leginkább pénzügyi kérdésekkel foglalkozott. A párizsi községi tanács erőszakos túlkapásai és Robespierre valamint Marat garázdálkodásai ellen élesen kikelt, a hadsereg csalárd szállítóit pedig sorra bevádolta. 1793-tól tagja volt a Közjóléti Bizottságnak, melyben a párizsi kerületi szekciókat igyekezett féken tartani. Április 19-én önfeláldozóan védelmezte a girondistákat, júliusban pedig őszinte jelentést tett az állam helyzetéről és a Közjóléti Bizottság működéséről. 1794 márciusában egy újabb jelentésében a pénzügy helyzetét tárta fel és kíméletlenül leplezte le a terroristák rablásait és az állami birtokoknak a konvent biztosai által való elpazarlását. Nagy része volt Robespierre megbuktatásában, ellenben a bepanaszolt bizottsági tagokat (úgy mint Billaud-Varenne, Collot d’Herbois stb.) védelmébe vette, amiért Tallien őt is bűnrészességgel vádolta. Cambon ekkor elrejtőzött és visszavonultan élt falusi birtokán Montpellier mellett. 1815-ben a kamarába választották, de a második restauráció után mint királygyilkost száműzték. Utolsó éveit a Brüsszel melletti Saint-Josse-ten-Noodeben töltötte.